# Asthenes coryi
Az Asthenes coryi a madarak (Aves) osztályának verébalakúak (Passeriformes) rendjébe és a fazekasmadár-félék (Furnariidae) családjába tartozó faj.

## Rendszerezése
A fajt Hans von Berlepsch német ornitológus írta le 1888-ban, a Schizoeaca nembe Schizoeaca coryi néven. Egyes szervezetek jelenleg is ide sorolják.

## Előfordulása
Dél-Amerikában, az Andok északi részén, Venezuela területén honos. Természetes élőhelyei a szubtrópusi és trópusi hegyi esőerdők, gyepek és cserjések. Állandó, nem vonuló faj.

## Megjelenése
Testhossza 18 centiméter, testtömege 15-18 gramm.

## Természetvédelmi helyzete
Az elterjedési területe kicsi, egyedszáma viszont stabil. A Természetvédelmi Világszövetség Vörös listáján nem fenyegetett fajként szerepel.